# 阿塞拜疆人民政府

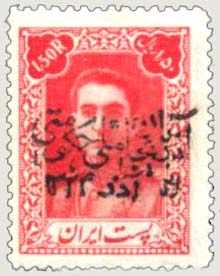
加蓋“亞塞拜然人民政府”的伊朗邮票

亞塞拜然人民政府（Azerbajdzhanskoe narodnoe pravitel'stvo）是一个短暂的未被普遍承认的政权，該政權曾經单方面宣布独立。亞塞拜然人民政府的首都位於大不里士。

## 歷史
第二次世界大戰期間，同盟國为了向苏联军队提供战争物资，英国和苏联军队共同進攻伊朗，並於1941年8月占领了该国。 苏联军队从亚美尼亚苏维埃社会主义共和国和阿塞拜疆苏维埃社会主义共和国进入伊朗领土，英国和印度军队从伊拉克进入，很快就控制了该国。9月16日，英国人迫使礼萨汗退位，由其儿子穆罕默德·礼萨·巴列维统治，直到1979年。
1941年9月，随着礼萨汗被废黜，苏联军队出于军事和战略原因占领了大不里士和伊朗西北部。1945年在大不里士宣布成立由贾法·皮萨瓦里领导的阿塞拜疆人民政府。。贝利亚名义上负责这一行动，但将其委托给在巴库的阿塞拜疆共产党第一书记米尔-贾法尔·巴吉罗夫。 阿塞拜疆民主党也是根据约瑟夫·斯大林的直接命令成立的，并且利用一些当地人对礼萨汗的集权政策的不满。 斯大林希望以此对伊朗王国施加压力，以便在伊朗属阿塞拜疆获得石油开采特许权。在这一时期，在阿塞拜疆苏维埃社会主义共和国的作家、记者和教师的帮助下，已经基本被波斯语所取代的阿塞拜疆文学语言得到了复兴。为了在这个一半人口由少数民族组成的国家强加民族同一性，礼萨汗以前曾接连发布禁令，禁止在学校、戏剧表演、宗教仪式上使用阿塞拜疆语，最后还禁止在出版书籍时使用阿塞拜疆语。
美国支持伊朗在联合国第3号决议和第5号决议中向安理会提出的对苏联行动的控诉；1946年12月中旬，美国支持沙阿政府派遣伊朗军队重新占领马哈巴德和阿塞拜疆。在阿塞拜疆的领导人逃到了阿塞拜疆苏维埃社会主义共和国，而库尔德领导人则被审判并被判处死刑。1947年，他们在马哈巴德中心的Chwarchira广场被绞死。
1947年的工作主要集中在苏联对伊朗北部石油资源的企图问题上。当年选举产生了新的议会，新当选的议员不愿意批准1946年3月在胁迫下达成的苏联伊朗石油协议，该协议授予苏联51%的所有权和实际控制权。1947年9月11日，美国大使乔治·艾伦（George V. Allen）公开谴责外国政府为确保在伊朗的商业特许权而采取的恐吓和胁迫行为，并承诺美国将全力支持伊朗自由决定自己的自然资源问题。在这种明确的鼓励下，伊朗议会于1947年10月22日拒绝批准苏联的石油协议；投票结果是102票对2票。

## 成立
阿塞拜疆民主党于1945年9月3日在大不里士成立。随后伊朗人民党解散了其在伊朗阿塞拜疆的分支，并命令其成员加入阿塞拜疆民主党。
与此同时，美国正在增加对伊朗政府的军事援助。在西方國家的压力下，苏联決定不再支持阿塞拜疆人民政府，伊朗军队于1946年11月進駐伊朗西北部。

### 苏联的支持
根據冷战时期最高机密文件顯示。斯大林曾直接下令組建阿塞拜疆人民政府。 苏联军方支持这个新政府，並阻止伊朗军队恢控制新政府統治地區。苏联撤軍后，伊朗部队于1946年12月進駐该地区，阿塞拜疆人民政府的高層逃往苏联。

## 图片

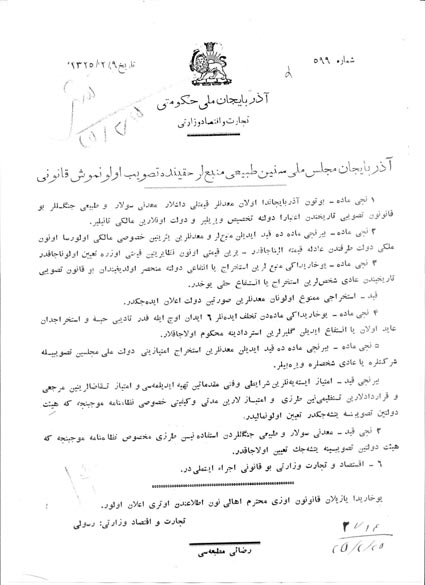
An official document with cover letter of Azerbaijan People's Government
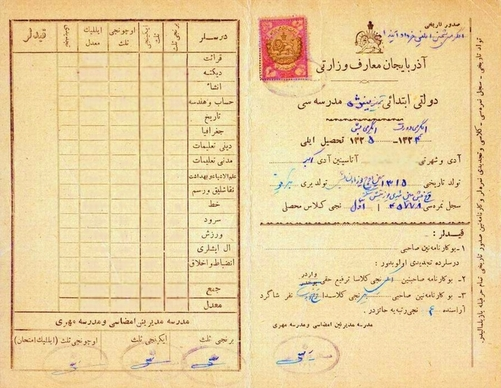
Second part of the document